# Волькерсдорф ім Вайнфіртель
Волькерсдорф ім Вайнфіртель (нім. Wolkersdorf im Weinviertel) — місто з 7425 мешканцями (станом на 1 січня 2023) у нижньоавстрійському Вайнфіртелі. Розташоване на півдні району Містельбах, неподалік від федеральної столиці Відня.

## Географія
Муніципалітет Волькерсдорф розташований у широкій долині Русбах, на переході від Мархфельда до гірської місцевості Вайнфіртель.
На захід від кадастрової громади Ріденталь лежить Вартберг, на крутому західному схилі якого, крім лісистих місцевостей, розташовані цінні паннонські сухі луки на третинних пісках. На цих сухих, бідних на поживні речовини, але багатих на види територіях ростуть рідкісні та зникаючі види, такі як горицвіт весняний, жимолость австрійська карликова, оман шабельний, льон вузьколистий, зубка жовта, лубка чорна та осел кінський. Ці території знаходяться під загрозою, серед іншого, чорною сараною, імпортованою з Північної Америки, яка накопичує азот у ґрунті, таким чином удобрюючи його та роблячи його колонізованим для звичайних видів, які потім витісняють рідкісні спеціалізовані види. У бідних місцях, які не придатні для обробки полів, у Вайнфіртелі з часів неоліту випасали овець і кіз, і тому вони залишалися відкритими. У ході інтенсифікації та механізації сільського господарства ця форма землеробства була залишена кілька десятиліть тому, і тепер території знаходяться під загрозою заростання та зникнення разом із їхньою флорою та фауною в довгостроковій перспективі. З цієї причини Австрійська спілка охорони природи та місто Волькерсдорф створили концепцію догляду, спрямовану на збереження поголів’я. На основі цього проводять регулярні заходи з догляду і, наприклад, видаляють кущі.

## Конгрегаційна структура
Муніципальна територія включає наступні п'ять населених пунктів (кількість жителів у дужках станом на січень 2023):
- Мюніхсталь (736)
- Оберсдорф (1644)
- Пфьозінг (204)
- Ріденталь (429)
- Волькерсдорф ім Вайнфіртель (4412)

Громада складається з кадастрових громад Мюніхсталь, Оберсдорф, Пфьозінг, Ріденталь і Волькерсдорф.
Інкорпорації відбулися між 1969 і 1972 роками.

## Історія
Перша, хоч і суперечлива, документальна згадка про Волькерсдорф відбулася в 1170 році, приблизно через 100 років після передбачуваного заснування. Достовірна згадка міститься в документі про дарування від 1186 року, а в наступні кілька десятиліть з'являються додаткові докази існування Волькерсдорфа. Згідно з легендою, назва "Волькерсдорф" походить від імені дворянина, на ім'я Вольфгер, який, як кажуть, побудував "Veste Wolfgersdorf". Однак це спочатку прийняте найменування сьогодні викликає великі сумніви. Набагато ймовірніше, що назву можна простежити до місця у Франконії, яке вже існувало на той час. Відповідно, поселенці з Франконії, які оселилися в сучасному Волькерсдорфі, назвали це місце на честь свого рідного міста. Назви Mistelbach, Falkenstein, Drosendorf, Retz і Retzbach могли відбутися за тією ж схемою. Ці топоніми можна знайти як у Франконії, так і у Вайнфіртелі. Навіть протягом століть після заснування міста існували міцні зв’язки з франками, особливо з бургграфами Нюрнберга, які тривалий час утримували феодальні володіння у Волькерсдорфі, тому Волькерсдорф, ймовірно, був заснований франкськими поселенцями.

## Населення
За результатами перепису 2001 року в селі проживала 6191 особа. У 1991 році в муніципалітеті проживало 5696 жителів, у 1981 році — 5062, а в 1971 році — 4669 жителів.

## Культура і пам'ятки

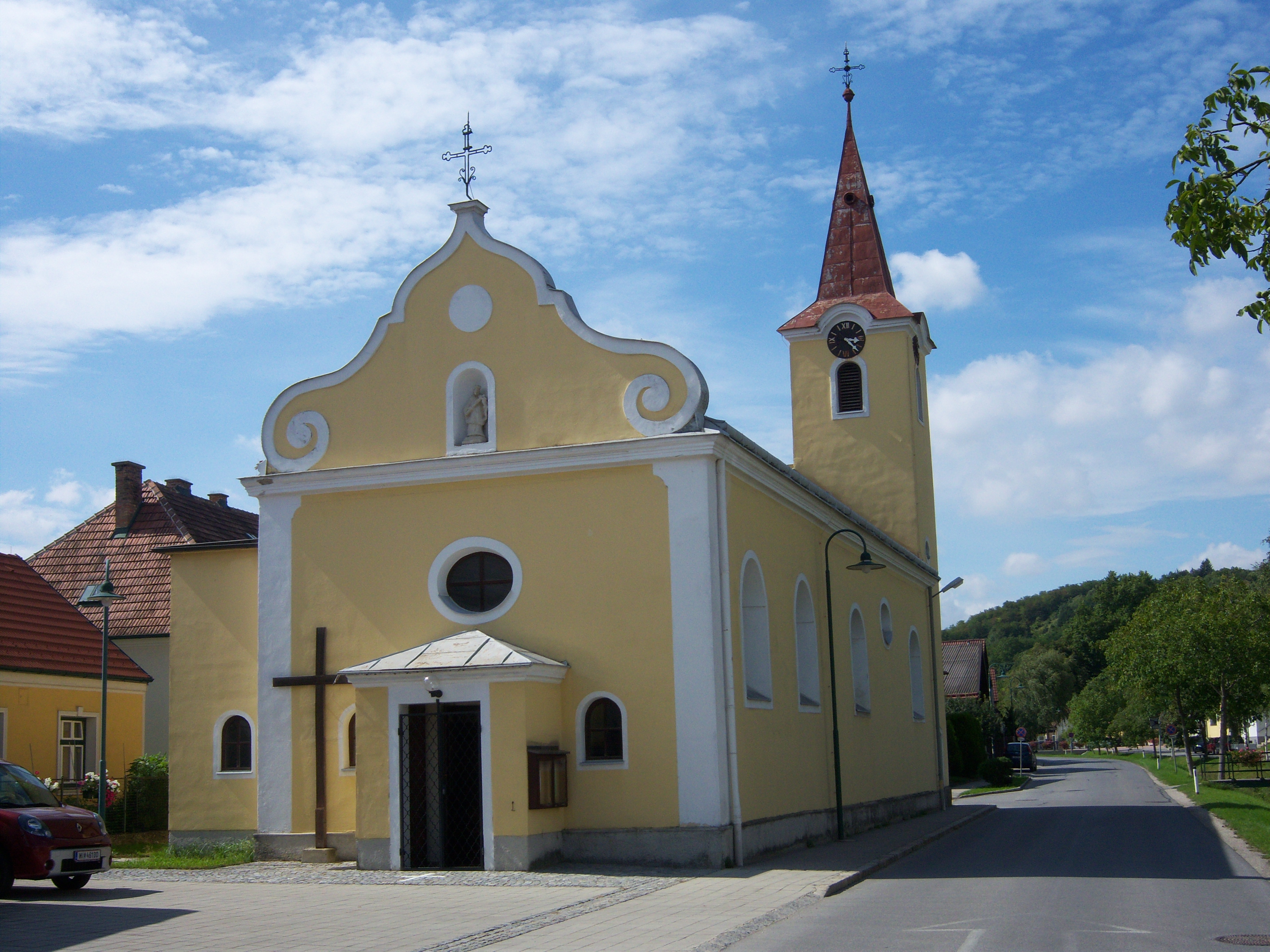
Парафіяльна церква Мюнхсталя
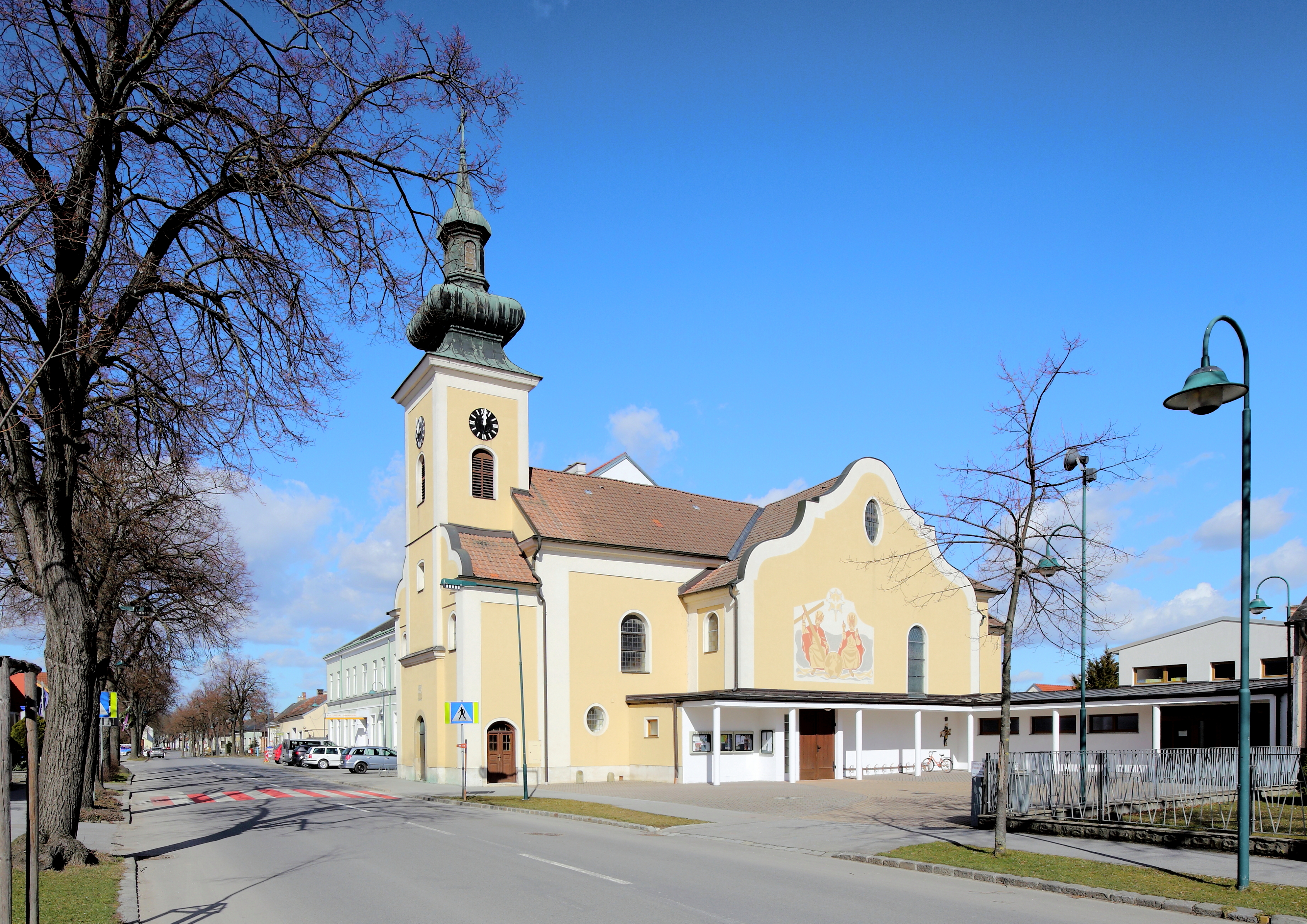
Оберсдорфська парафіяльна церква
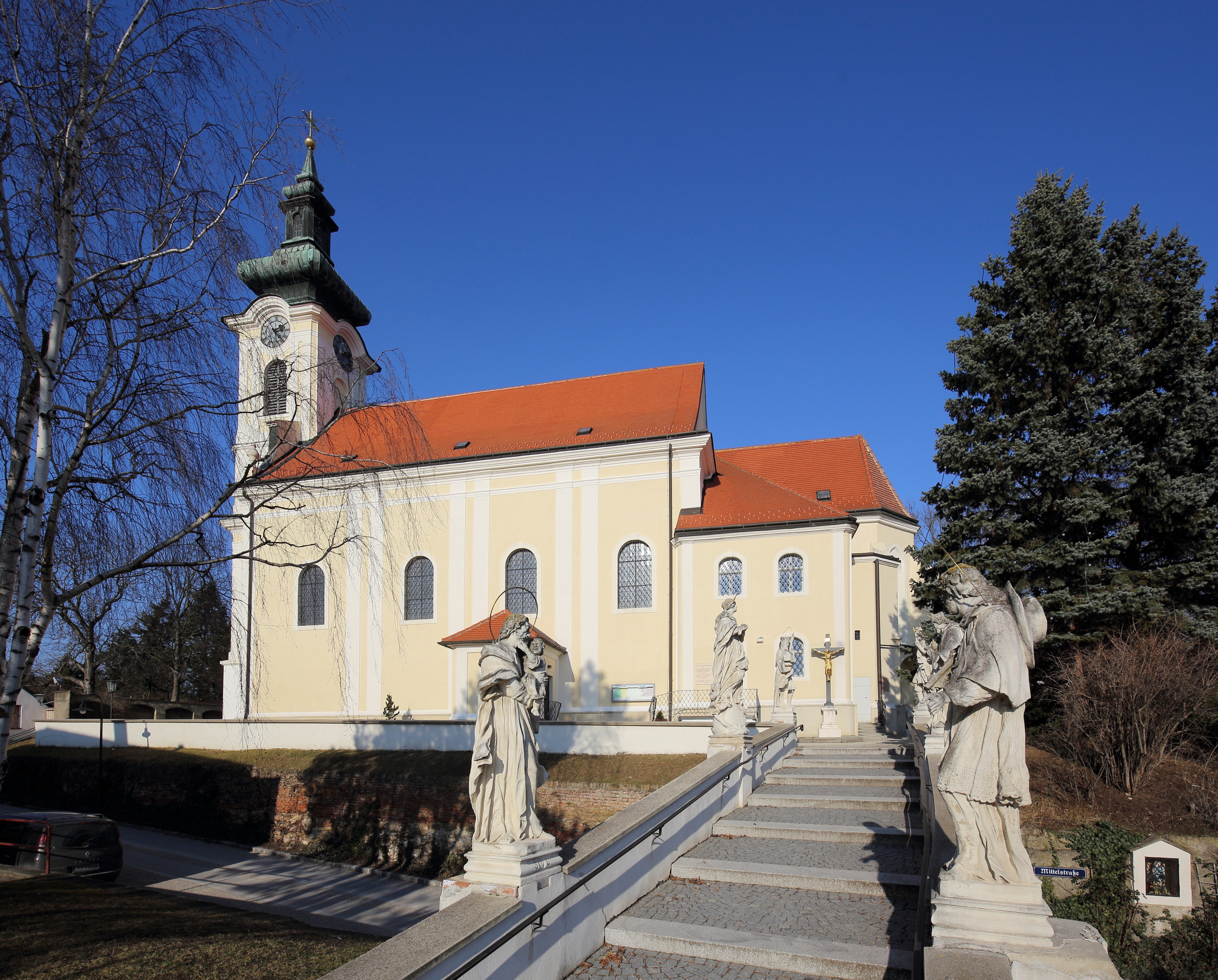
Парафіяльна церква у Волькерсдорфі в Вайнфіртелі
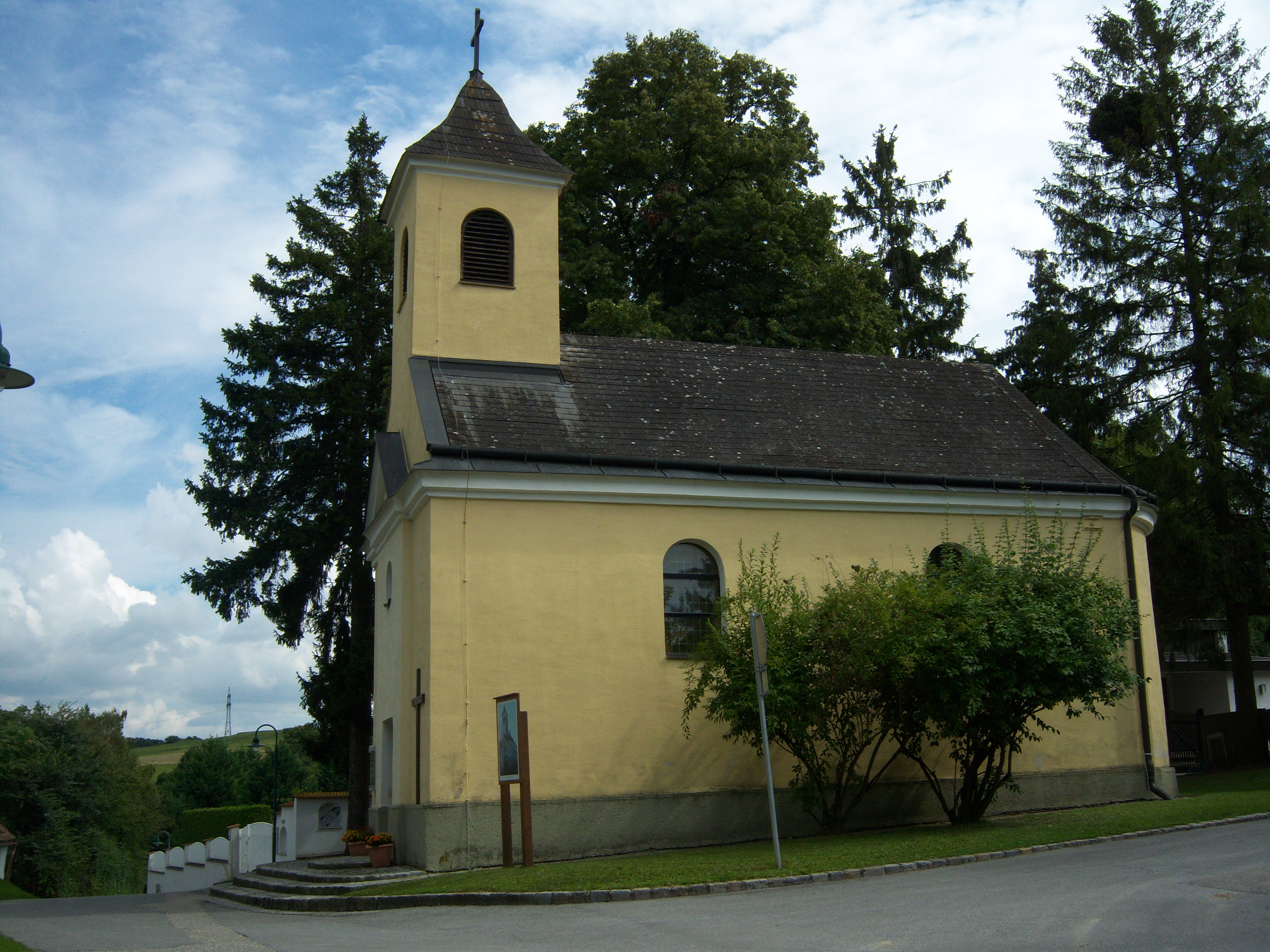
Філіальна церква Ріденталь
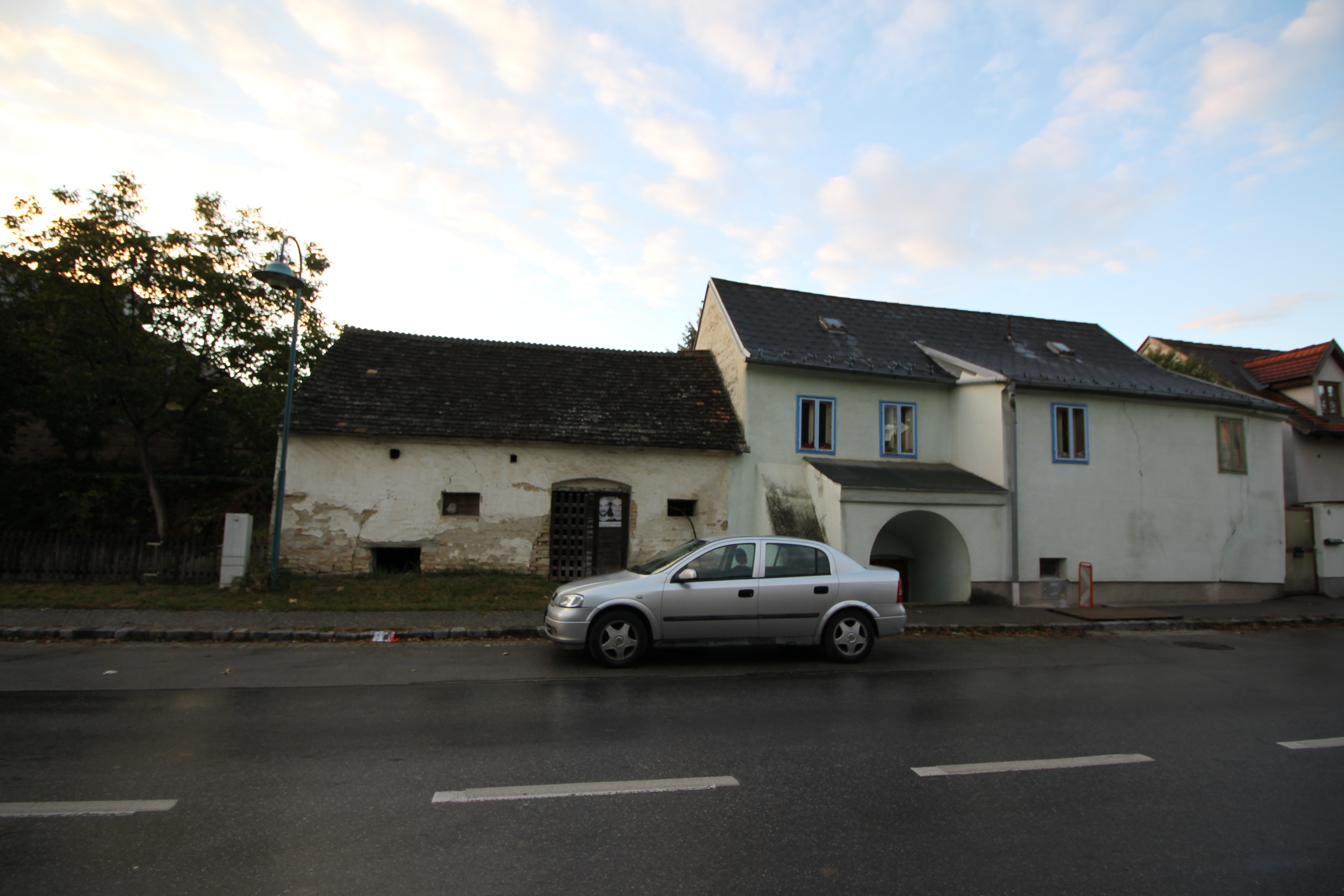
Келлергассе в Оберсдорфі

## Економіка та інфраструктура

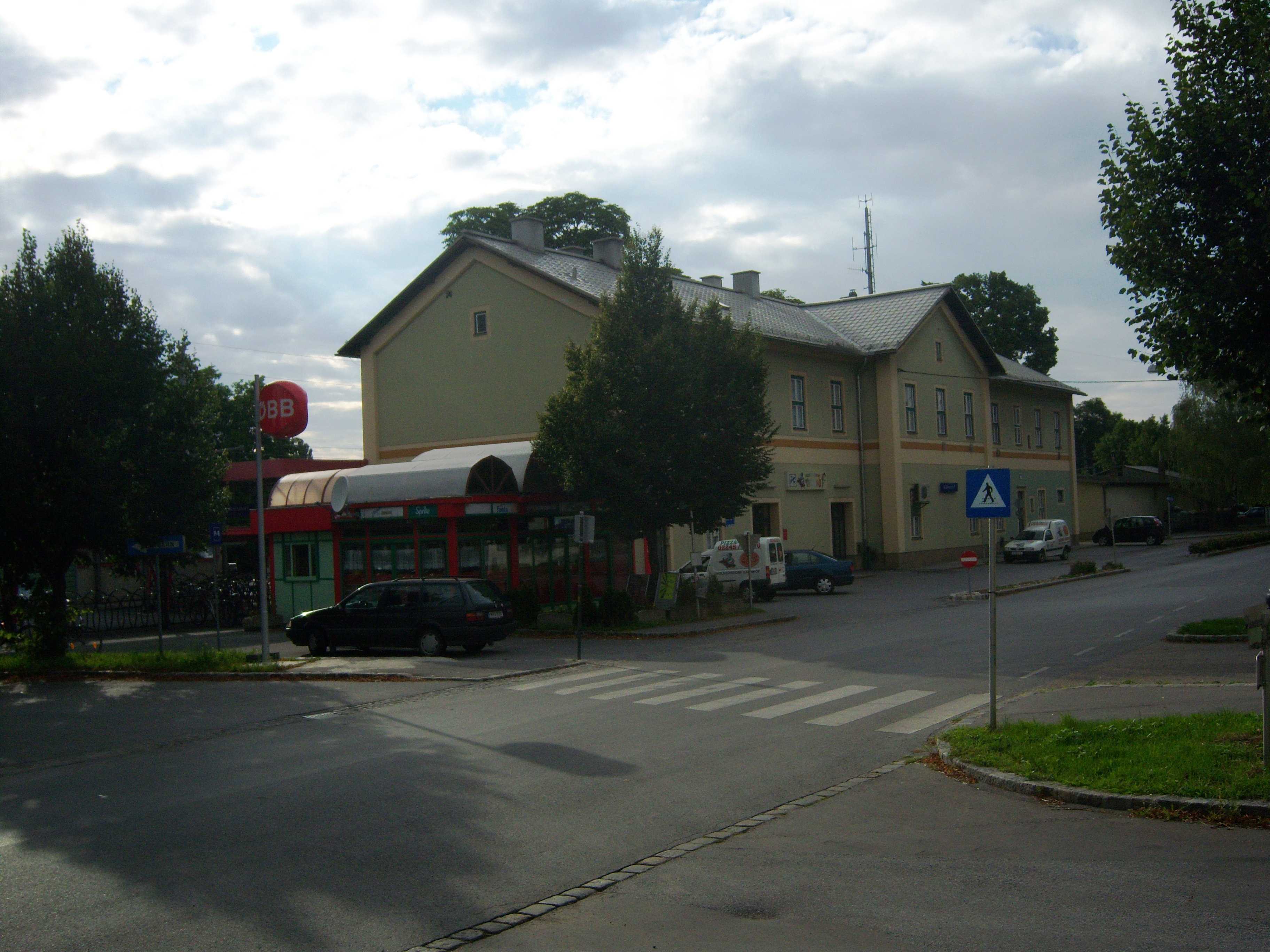
Залізнична станція Клаудерсдорф

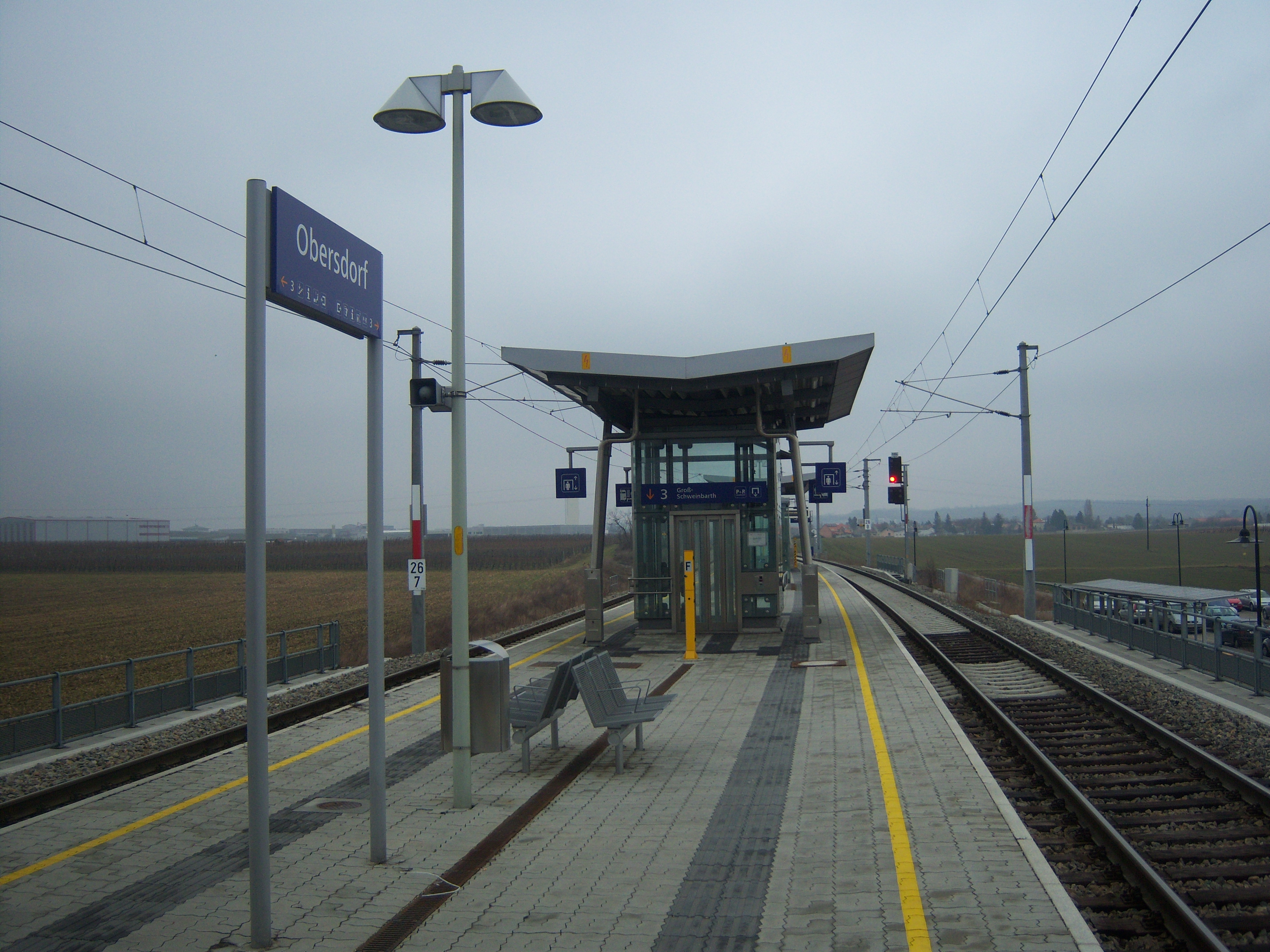
Залізнична станція Оберсдорф

У Волькерсдорфі знаходиться індустріальний центр NÖ Nord, який включає промислові зони Wolkersdorf Ost, Wolkersdorf West і бізнес-парк Ecoplus. Тут розташовані штаб-квартири таких відомих компаній, як Manner, Kotányi або Velux. Інші філії компанії: Akkutron, Beltec, CE Services, COCON Security Systems, Herz Austria, Kramess, Kuzdas Winter Gardens, Malik, Ölz, Papier Mettler, Regber, Schwölberger, Luwa-Dessous, SPL Tele, Fertinger, Wittmann і Niedax.
У 2001 році було 330 несільськогосподарських робочих місць, 121 сільськогосподарське та лісове господарство згідно з обстеженням 1999 року. За переписом населення 2001 року чисельність працюючих за місцем проживання становила 2869 осіб. Рівень зайнятості у 2001 році становив 47,6 процентів.

## Трафік
- Потяг: зі станції у Волькерсдорфі у Вайнфіртелі на Laaer Ostbahn може їздити S-Bahn лінією S2 до Відня до чотирьох разів на годину та з 13 квітня. Обидві лінії також приведуть вас до столиці округу Містельбах і курортного міста Лаа-ан-дер-Тайя один або два рази на годину. Також курсують регіональні поїзди. Інша станція, також на Laaer Ostbahn, розташована в кадастровій спільноті Оберсдорф. Від станції Оберсдорф курсують ті самі лінії S-Bahn, що й у Волькерсдорфі, але деякі регіональні поїзди тут не зупиняються.
- Автобус: Є також кілька регіональних автобусних ліній, які з'єднують Волькерсдорф з Віднем, навколишніми громадами та громадами в напрямку Генсерндорфа та Грос-Швайнбарта.
- Дорога: Волькерсдорф розташований безпосередньо на Брюннерштрассе (B7) і північному автобані (A5), до нього можна дістатися через перехрестя Wolkersdorf-Süd, Ulrichskirchen і Wolkersdorf-Nord.